# Africando
Africando ist ein Salsaprojekt aus New York, das 1990 vom Ivorer Ibrahim Sylla und dem Malier Boncana Maïga zusammen mit anderen Musikern initiiert wurde. Der Name bedeutet in der Sprache Wolof Vereintes Afrika.
Die Idee hinter Africando war, die in Westafrika beliebte Salsa mit senegalesischem Gesang zu verbinden. Mitglieder waren unter anderem das Ex-Mitglied der Star Band Pape Seck, Nicholas Menheim, der mit Youssou N’Dour zusammenarbeitete, und Medoune Diallo vom Orchestre Baobab.
Für die späteren Alben wurden bekannte afrikanische Musiker wie Tabu Ley Rochereau, Koffi Olomidé, Salif Keïta, Sékouba Bambino, Amadou Balaké und Thionne Seck engagiert und man fungierte fortan als Africando All Stars. Während die ersten Alben klassische lateinamerikanische Lieder vorwiegend auf Wolof gesungen beinhalteten, konzentrierten sich Africando später auf afrikanische Lieder, die sie mit Salsarhythmen versahen. Beide Varianten waren gleichermaßen erfolgreich.

## Diskografie
- 1993 – Trovador
- 1994 – Sabador
- 1996 – Mélodie
- 1996 – Gombo Salsa
- 1998 – El mejor
- 1998 – Baloba
- 2000 – Betece
- 2001 – Live!
- 2003 – Martina
- 2006 – Ketukuba
- 2013 – Viva Africando